# Szajk
Szajk (németül Seike, horvátul Sajka) község Baranya vármegyében, a Bólyi járásban.
Az Árpád-kori múltra visszatekintő, a török után újratelepült község a rendszerváltás, önkormányzati rendszer kiépülését követően látványos fejlődésnek indult. Ennek alapját a kedvező természeti és közlekedésföldrajzi adottságok, valamint a helyi lakosság munkája, szorgalma adta, ami a történelmi hagyományokból, etnikai adottságokból is következett.

## Fekvése
Mohácstól 13 kilométerre nyugatra fekszik. Belterületének kiterjedése 103, külterületéé 1037 hektár.
A szomszédos települések: kelet felől Babarc, délkelet felől Nagynyárád, délnyugat felől Bóly, nyugat felől pedig Versend.

### Megközelítése
Legfontosabb közúti megközelítési útvonala a Mohácstól Pécsig húzódó 57-es főút, ezen érhető el mindkét végponti település felől.
Az 1990-es években megkezdődött dél-dunántúli közútfejlesztési programok beindítása előtt valószínűleg Szajk területén ágazott ki az 57-es útból a Bólyon, Villányon és Siklóson át Harkányig vezető (ma már mindhárom város központját elkerülő) 5701-es út, amely útvonalnak itteni szakasza jelenleg, Bóly városának délnyugati széléig az 5714-es útszámozást viseli.
Határai között áthalad az M60-as autópálya is, de annak csomópontja nincs a község területén; déli határszélét érinti még az 5703-as út Bóly és Nagynyárád közti szakasza is.

## Természeti viszonyai
A község Baranya vármegye déli-délkeleti részén, a Dél-Baranyai-dombság keleti peremén, a Mohácsi teraszos sík határán helyezkedik el.
A keskeny, gyenge lejtésű völgyekkel tagolt dombvidék a Dél-Dunántúl egyik legsűrűbb településhálózattal rendelkező része – összefüggésben a domborzattal. A domborzati tényezők azonban főleg indirekt hatást gyakorolnak a település fejlődésére, főleg az infrastruktúra fejlődésén keresztül.
Vízrajzát a Karasica- és a Borza-patak illetve a köztük található kisebb vízfolyások határozzák meg. Közülük legmeghatározóbb a terület vizeit levezető – a térség általános ÉÉNY-DDK-i lejtésirányát követő – Szajki-víz. A felszíni vízkészlet kevés, a terjedelmes, rossz lefolyású platók, völgyközi hátak gyenge vízadó képességű felszínként minősíthetőek.
A terület éghajlata mérsékelten száraz, szubmediterrán jellegű. Az évi középhőmérséklet 10 és 10,5 °C közötti. A januári középhőmérséklet -0,5 – -1 °C közötti, a júliusi 21 – 21,5 °C közötti. Az évi csapadékmennyiség 600–650 mm között mozog.
Jó minőségű barna erdei talaja, a gyenge talajerózió, a talajok egységes víz- és hőgazdálkodása, a kedvező expozíciós viszonyok kiváló feltételeket biztosítanak a nagyobb hőigényű szántóföldi növények termesztésére illetve a szőlőtermesztésre.

## Története
A terület a rézkortól a bronzkoron át a népvándorlás koráig – változó intenzitással – lakottnak tekinthető. A község első említése (Zeyk) a pécsváradi apátság 1015-re datált alapítólevelében történik. Eszerint Szent István király itt népeket adományozott az apátságnak. A 13. század végéről a falu fejlett szőlőművelésére utaló adat maradt fenn, ugyanis egy 1289-ben kelt oklevél szerint Ormándi István szajki szőlőjét adoptált vejére, Deniper fia Istvánra hagyta.
Az első királyunk óta önálló plébániával rendelkező település sajátossága, hogy 1526 után a környéken egyedül a szajki plébános maradt életben, s követte híveit a bujdosásba. A török hódoltság alatt ideiglenesen újra benépesült, de a felszabadító háborúk idején ismét elnéptelenedett. Ezt követően első lakói Boszniából érkezett katolikus délszlávok voltak. A németek letelepítése 1715-20 között kezdődött. Egy részük Bajorországból, más részük Elzász-Lotharingiából jött. A 18. század közepére a falu szinte teljesen német nemzetiségűvé vált.
Az elkövetkező évtizedek fejlődését mutatják az építkezések, a falu anyagi gyarapodása. A település katolikus temploma 1753-ban Szent András apostol tiszteletére épült, barokk stílusú temetői kápolnáját 1760-ban, Szent Vendel tiszteletére szentelték. Iskolája 1770 körül létesült. A kálvárián levő kápolna 1861-ben Krisztus Feltámadása tiszteletére épült.
Az itt élők a 19. században elsősorban mezőgazdasággal foglalkoztak. A növénytermesztés mellett az állattenyésztés szerepét húzza alá az a tény, hogy a temetőkápolnát Szent Vendel, a pásztorok védőszentje tiszteletére emelték. Kiemelkedő volt a nagy múltra visszatekintő bortermelésük. A napóleoni háborúk idején élelmiszer-szállítással, a bányák megnyitása után szénfuvarozással is foglalkoztak. Az első világháború után a falu szomszédságában téglagyár létesült, mely munkalehetőséget biztosított a szajkiaknak. 1928-ban megkezdődött a község villamosítása, mely azonban csak az 1950-es évek végére fejeződött be.
Bár a második világháború ütközetei polgári áldozatokat is követeltek a faluban, az igazi veszteséget a mintegy 300 német kitelepítése jelentette. Helyükre a csehszlovák-magyar lakosságcsere keretében a Felvidékről érkeztek magyarok, némiképp pótolva a veszteségeket. Ezt követően a "szocialista fejlődés" útjára lépett a falu
Az elmúlt évtizedekben a településfejlődésre ható legfontosabb tényezők térségünkben a „településsűrűség mérséklése” címszó alatt foglalhatók össze. Ez burkoltan a falvak döntő többségének elsorvasztását jelentette. A falvak népességszámának csökkenése irányában hatott a mezőgazdasági birtokviszonyok megváltoztatása (kollektivizálás) és a városi iparosítás egymást kiegészítő tényezői. Ezek együttesen – az urbanizációs igénnyel együtt – elvándorláshoz, ingázáshoz vezettek. A változás adminisztratív következményekkel is járt: a körzetesítéssel. A fenti – és alábbi – tendenciák Szajk esetében is érvényesültek. A téeszesítés több hullámban zajlott a településen. Az 1950-es években még két termelőszövetkezet is működött párhuzamosan, melyek 1962-ben egyesültek. A szövetkezet termőterülete folyamatos csatlakozások révén a rendszerváltásig tovább nőtt.
Szajk a rendszerváltás előtt az un. gyorsan fogyó népességű, alapfokon ellátatlan, kedvezőtlen életkörülményeket nyújtó kis- és aprófalvak típusába tartozott, pontosabban az e típus mintegy kétötöd részt kitevő, kedvezőbb agráradottságokkal, gazdagabb lakossággal rendelkező altípusába.

## Közélete

### Polgármesterei
- 1990–1994: Sajnovics Mihály (független)[11]
- 1994–1998: Sajnovics Mihály (Szajki Baráti Kör)[12]
- 1998–2002: Sajnovics Mihály (független)[13]
- 2002–2006: Sajnovics Mihály (független)[14]
- 2006–2010: Farkas Béla (független)[15]
- 2010–2014: Farkas Béla (független)[16]
- 2014–2019: Farkas Béla (független)[17]
- 2019–2024: Farkas Béla (független)[18]
- 2024– : Kékkői Mónika (független)[1]

## Népesség és társadalom
| Lakosok száma | 837  | 829  | 808  | 814  | 787  | 774  | 778  | 758  | 751  |
|               | 2013 | 2014 | 2015 | 2018 | 2019 | 2021 | 2022 | 2023 | 2024 |

A falu lakó népessége 1970 és 2001 között 875 főről 797 főre csökkent. Ez igen jelentősnek tartható, s megfelelhet a település méretéből következő tipizálásnak is. A részletesebb elemzés azonban azt mutatja, hogy a népesség száma 1990-ig valóban csökkent, utána azonban – ha csekély mértékben is – növekedett! Ám a kezdeti csekély természetes szaporodást lenullázta az elvándorlás, míg ma a bevándorlás hatását csökkenti jelentősen a természetes fogyás.
Iskolai végzettség tekintetében a község az országos átlag alatt, de a vidéki átlag közelében szerepel. A 15 éves és idősebb népességből az általános iskola 8. osztályát végzettek aránya (88,4%) valamivel az országos átlag alatti. Az érettségizett (23,8%) és diplomás (7,6%) népesség aránya a megfelelő korosztályon belül jóval az országos átlag alatti. Figyelemre méltó azonban, hogy a női lakosság magasabb végzettségének tendenciája itt is érvényesül (25,9 és 8,1%).
A község felekezeti összetételében a katolikus jelleg a meghatározó (84%). Mellettük még a reformátusok számaránya jelentős (6%). Számukra a református istentiszteletet minden hónap első vasárnapján a helyi könyvtárban tartják. Néhány evangélikus, baptista és más vallású mellett elenyésző, 1% körüli a nem vallásosak aránya. Számottevő még a választ megtagadók aránya is (6%). Mindezekkel az adatokkal a település illeszkedik a tágabb környezetének felekezeti viszonyaihoz.
Hasonlóképpen belesimul környezetébe etnikai viszonyait tekintve is. A magát valamilyen szinten valamely nemzeti, etnikai kisebbséghez soroló lakos a település népességének 40%-át teszi ki. Ezen belül a német nemzetiségűek képviselik a legnagyobb arányt: az összlakosság 36, a nemzetiségiek 90%-a közülük kerül ki. Mellettük a horvátok aránya számottevő még: a lakosság 2, a nemzetiségiek 6%-át adják. A cigány etnikum aránya – a bevallás szerint – alig haladja meg a lakosság 0,5%-át. Az asszimiláció előrehaladott voltát jelzi azonban az a tény, hogy a magát – valamilyen vonatkozásban – magyarnak vallók aránya 94%! Így – elméletileg – akár a nemzeti, etnikai kisebbségekhez tartozók 85-90%-a kettős etnikai-nemzetiségi kötődésű lehet.
A 2011-es népszámlálás során a lakosok 84,8%-a magyarnak, 0,9% cigánynak, 4,6% horvátnak, 37,2% németnek, 0,2% románnak, 0,2% szlováknak mondta magát (15% nem nyilatkozott; a kettős identitások miatt a végösszeg nagyobb lehet 100%-nál). A vallási megoszlás a következő volt: római katolikus 72,3%, református 4,3%, evangélikus 0,4%, felekezeten kívüli 4,1% (18,3% nem nyilatkozott).
2022-ben a lakosság 90,2%-a vallotta magát magyarnak, 24,6% németnek, 5,5% horvátnak, 0,1-0,1% görögnek, szlováknak, szerbnek és cigánynak, 1% egyéb, nem hazai nemzetiségűnek (9,3% nem nyilatkozott; a kettős identitások miatt a végösszeg nagyobb lehet 100%-nál). Vallásuk szerint 57,5% volt római katolikus, 4,1% református, 0,6% görög katolikus, 0,3% evangélikus, 1% egyéb keresztény, 0,6% egyéb katolikus, 6,9% felekezeten kívüli (28,5% nem válaszolt).

## Gazdaság

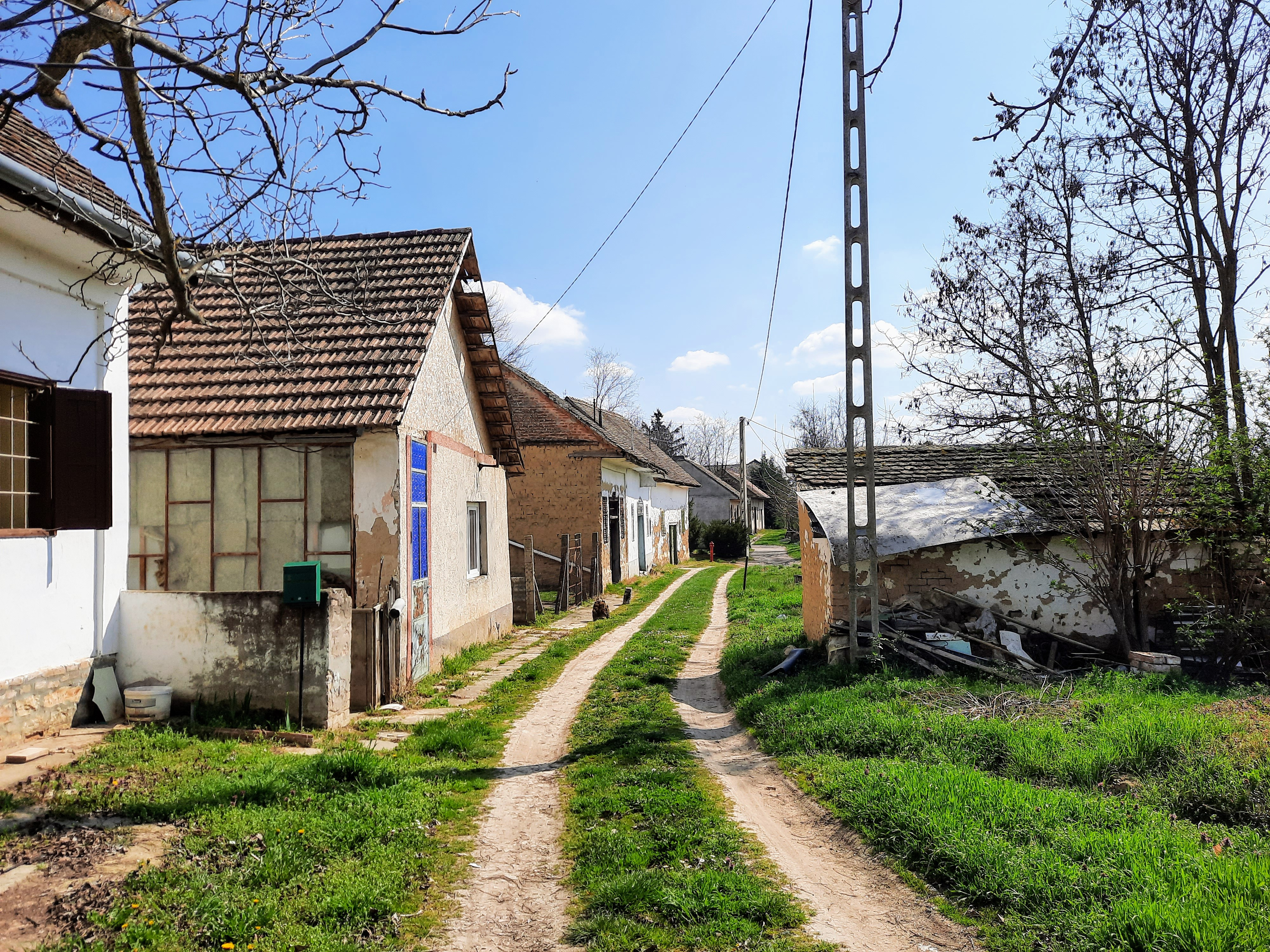
pincesor

A gazdasági viszonyokról a népesség gazdasági aktivitása alapján lehet képet alkotni. A településen – az országos tendenciákhoz illeszkedve – az utóbbi évtizedekben a foglalkoztatottak aránya jelentősen csökkent. Ezzel párhuzamosan a munkanélküliség és az inaktív népesség aránya növekedett. Ezek az adott időszak gazdasági-társadalmi változásaival hozhatók kapcsolatba. Az eltartottak arányának változása – kezdetben növekedés, majd csökkenés – a demográfiai változásoknak tudható be. Az adatok közül figyelemre méltó a férfi foglalkoztatottak arányának radikális csökkenése. Az elmúlt időszak gazdasági változásai főleg őket sújtották, mivel a női foglalkoztatottság amúgy is alacsonyabb szintű volt. A foglalkoztatottak nemzetgazdasági ágak szerinti megoszlása a falusi jelleget tükrözi: 18% a mezőgazdaságban, 35% az iparban, 47% a szolgáltató ágazatban dolgozik. A munkanélküliek aránya nem éri el a 8%-ot. A kedvező képet viszont módosítja az, hogy közülük igen magas – mintegy 50%-a szakmunkások aránya.
A községben az 1990-es években 13 gazdasági egység, társaság működött, közülük egy vegyes vállalat. A 23 egyéni vállalkozó közül 3 a szolgáltatásban, 10 a kereskedelemben, 6 a mezőgazdaságban és 4 az iparban kereste a kenyerét. A munkahelyek megoszlása vonatkozásban jobban kidomborodik a település falusi-mezőgazdasági jellege: a munkahelyek majd fele mezőgazdasági, harmada szolgáltató és csak negyede ipari. Ebből fakadóan a mezőgazdasági keresők kétharmadát, a szolgáltatásban dolgozók felét, az ipari kereskedőknek pedig csupán negyedét képes foglalkoztatni a település. Éppen ezért szerepel a tervek között – s részben már meg is valósult – az ipartelep kialakítása és az idegenforgalom fejlesztése.

## Vallás

### Római katolikus
A katolikus plébánia a pécsi egyházmegye mohácsi esperesi kerületéhez tartozik. Szent András tiszteletére emelt templomát 1753-ban építették. Orgonáját 1878-ban az Angster gyár építette, melyet 1921-ben Mayer György átépített. A templomnak két harangja volt. A 102 cm átmérőjűt Rudle Ignác 1926-ban Pécsett, a 80 cm-eset az 1930-as években Szlezák László Budapesten öntötte.

#### Plébánosai
Bertás János, 1773: Újhelyi János, 1774: Bonaventura OFM, 1776: Budai József, 1777: Mihelics János, 1779: Bertás Pál, 1785: Jursich György, 1796: Missich Gergely, 1829: Furtinger János, 1832: Morkovics János, 1847: Juhász József, 1855: Tornyos Farkas, 1859: Varga József, 1866: Schmiedt József, 1876: Haisler Ágoston, 1877: Waldfogel Károly, 1901: Frei János, 1902: Svetics Gábor, 1916: Tévald Vilmos, 1928: Mayerhof Péter, 1955: Buer Emil, 1976: Adorján István, 2016: Dr. Tamás Roland.

## Nevezetességei
Utóbbi számára alapot biztosít a község műemlékei: késő barokk temploma, a temető két kápolnája, Gebauer Ernő pécsi festőművész képeivel díszített kálváriája. A kálvária keresztcsoportját a pécsi Székesegyház egykori apostolszobrait készítő Bartalits Mihály faragta 1861-ben, klasszicista stílusban. Védett pincesora – és magas színvonalú szőlő- és borkultúrája – pedig a borturizmus számára nyújt lehetőséget. A község a Mohács-Bóly Fehérbor Út tagja.

## Nevezetes szülöttei
- Hergenrőder Miklós kanonok
- Riesz Ádám mezőgazdász, politikus, országgyűlési képviselő

## Infrastruktúra
A község – alap fokon – az infrastruktúra teljes körét képes biztosítani lakói számára. A „puha” infrastruktúra intézményei közé tartozó banki, pénzügyi létesítmények is megtalálhatók a településen (takarékszövetkezeti fiók, ATM). A „kemény” – hagyományos – infrastruktúra mindkét ága természetszerűleg kiépült a településen.
A műszaki (vonalas) infrastruktúra alapelemeit a közlekedési hálózatok, utak képezik. A belterületen a burkolt utak, járdák mintegy 80%-ban épültek ki. Ezek javítása, karbantartása, fejlesztése folyamatosan zajlik. Az 57. sz. főút jó kapcsolatot biztosít Pécs illetve Mohács felé, bekötőúton pedig a legközelebbi város, Bóly is elérhető. Ide, valamint a szomszédos Versend községbe kerékpárút is vezet, míg a korábbi centrumközséggel, Babarccal aszfaltozott dűlőút köti össze.
Egyedülálló fejlődési lehetőséget biztosít az megépült M60-as gyorsforgalmi út.
Mindezek alapján a község közlekedési lehetőségei a megyei átlagnál jobbnak mondhatóak. Az egyedüli hátránya a vasúti elérhetőség hiánya: a legközelebbi vasútállomás Bólyon található. A családok mintegy 85%-a rendelkezik telefonvonallal, ami a megyében igen magas aránynak számít.  A helyi kábeltelevíziós hálózat is kialakításra került. A műholdas és egyéb csatornákat a családok 80%-a élvezheti.
A falu természetesen villamosított, a vezetékes gázzal rendelkező háztartások aránya eléri a 80%-ot. A vezetékes vízzel ellátott lakások aránya szinte teljes. A helyi vízmű tulajdonosa az önkormányzat. A szennyvízcsatorna-hálózat az egész faluban kiépült, ám a csatornázott háztartások aránya csak 60%. (A házi csatornázással együtt arányuk meghaladja a 90%-ot is.) A kommunális szilárd hulladék gyűjtése és elszállítása megoldott. A hulladéktelep kezelését a bólyi önkormányzattal közösen végzik.
A település szociális (humán) infrastrukturális ellátottságának alapját a lakásállomány képezi. 263 lakóegységéből (lakás és lakott üdülő) 243 lakott. Lakói között nincs hajléktalan, s valamennyien belterületi lakók. A lakásállományra jellemző, hogy 100 lakásra 328 lakó jut és 349 szoba, 100 szobára pedig 87 lakó. A lakások átlagos alapterülete 100 m2, 90%-a rendelkezik vízöblítéses WC-vel, 60%-a központi fűtéssel. Jellemzőnek tekinthető a saját tulajdonban és használatban levő, 3 vagy többszobás családi ház. A lakások 65%-a a 2. világháború után épült, 60%-a összkomfortos, 50%-a 100 m2-nél nagyobb alapterületű. Mindezek a mutatók mennyiségileg és minőségileg is jó lakásellátottságról tanúskodnak.
A község kereskedelmi, vendéglátó-ipari, szolgáltatói ellátottsága jónak mondható. Az egészségügyi ellátás jól szervezett. A háziorvos és a védőnő helyben lakik. Gyógyszertár is létesült a legutóbbi időkben. A „Fogadj el” Alapítvány fogyatékos fiatalok napközi otthonát működteti. Az állatorvosi teendőket a szomszéd községből, Babarcról látják el. Óvodája, osztatlan alsó tagozatos napköziotthonos általános iskolája volt a településnek. Szajk művelődési házzal, könyvtárral, sportpályával rendelkezik. A civil önszerveződésre is igen tág lehetőség nyílik a faluban. A Szajki Baráti Kör, Idősek Klubja, a német nemzetiségi hagyományőrző együttese (ifjúsági klubja) mellett a labdarúgó, asztalitenisz és fitnesz szakosztállyal rendelkező sportkör is lehetőséget biztosít a szabadidő eltöltésére.

## Külső kapcsolatok
A falu életére mindhárom közeli város – különböző súllyal, jelleggel, de – jelentős befolyást gyakorol. A település külső kapcsolatait jól mutatja az is, hogy a falu nappali népessége csak 90%-a a lakónépességnek, s a lakosság 30%-a ingázó. A különbözetet a bejáró dolgozók adják, akik a népesség 20%-át teszik ki.
Nemzetközi kapcsolatait jelzi a szlovéniai Lenovával és az ausztriai Ratschendorffal kiépített partneri kapcsolat. Nagy hagyományai vannak a szlovákiai Gúta várossal ápolt kapcsolatoknak is.

## Külső hivatkozások
- Szajk település honlapja
- Szajk az utazom.com honlapján